# أنجيلا إي. أو
أنجيلا إي. أو (بالإنجليزية: Angela E. Oh)‏ هي محامية وكاتِبة أمريكية، ولدت في 1955.